# Weltschal

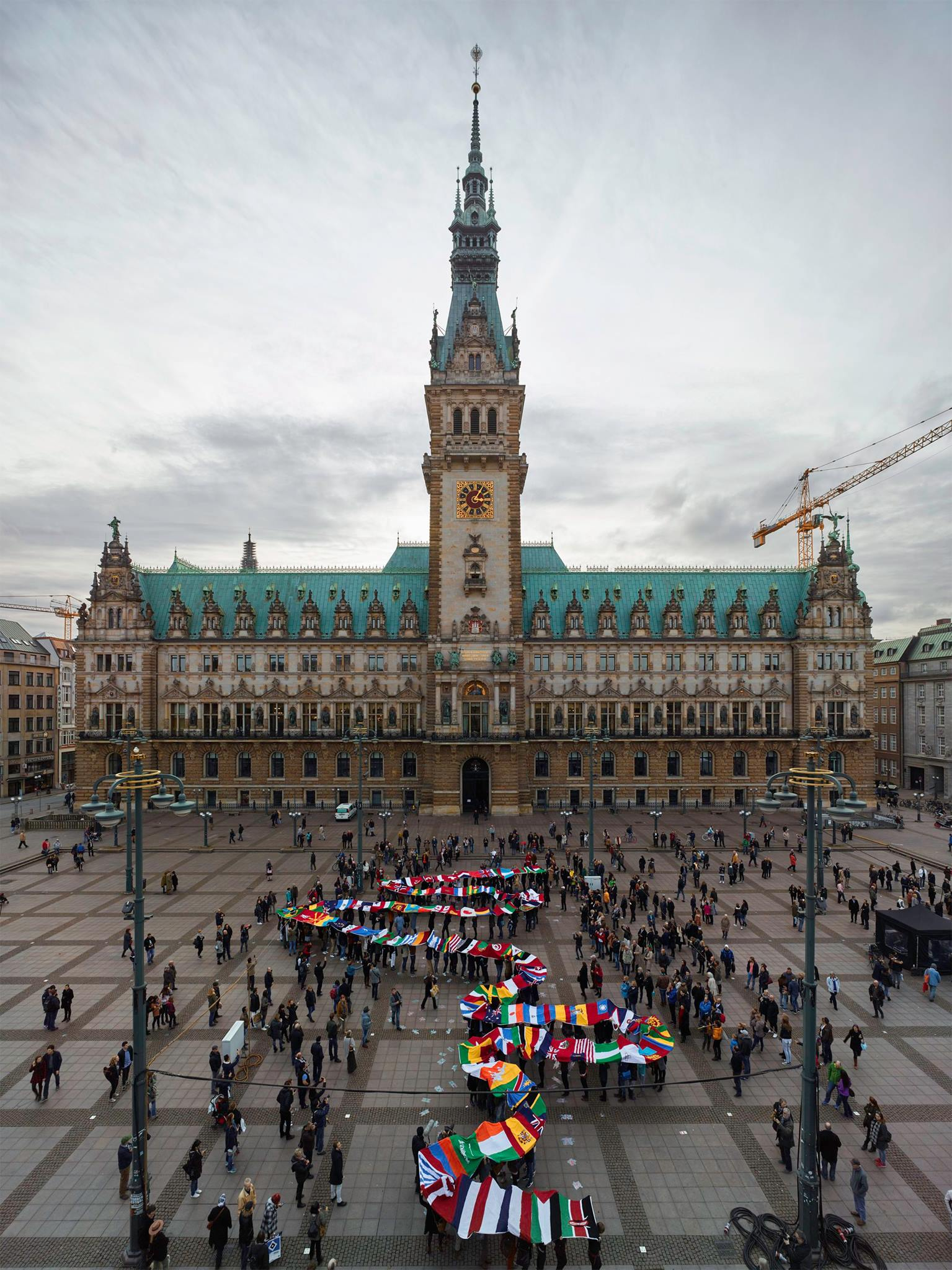
Weltschal Geburtstag am 8. November 2015 auf dem Hamburger Rathausmarkt

Der Weltschal ist ein soziales Kunstwerk, das im Jahr 2015 von Sibilla Pavenstedt initiiert wurde und ein Zeichen für Weltoffenheit, Vielfalt, Demokratie und Zusammenhalt sein soll. Alle Länderfahnen, die von Freiwilligen aus der ganzen Welt, Künstler und geflüchtete Menschen gestrickt und gehäkelt wurden, sind in ihm verwoben. Seine Premiere feierte der Weltschal am 8. November 2020 auf dem Hamburger Rathausmarkt. Seitdem ist er auf der ganzen Welt unterwegs.

## Hintergrund
Das Projekt Weltschal wird realisiert durch Flaggenpatenschaften, die Privatpersonen, Unternehmen aber auch Gemeinden oder Landkreise eingehen können. Zur Präsentation im Jahre 2015 konnten bereits über 100 Patenschaften und somit Flaggen realisiert werden. Die Zahl der Flaggenpaten wächst weiterhin. Jede Flagge ist dabei ein Unikat, das gehäkelt, gestrickt oder anderweitig künstlerisch gestaltet wurde. Der Erlös der Patenschaften fließt zu gleichen Teilen in das Projekt selbst, deckt die Materialkosten und kommt der Herstellerin oder dem Hersteller zugute.

## Entstehung und Entwicklung
Die Idee zum Weltschal stammt von Sibilla Pavenstedt und entstand im Garten der Menschenrechte im Rhododendron-Park in Bremen. In der Folgezeit wurde in Hamburg ein Organisationsteam gebildet, um den Namen und die Strategie für das Projekt zu entwickeln. Unter anderem entstand dabei das Patenschaftsmodel und die Idee zur Präsentation am Hamburger Rathaus. Bald traf sich in regelmäßig Abständen das Kernteam von ähnlich Denkenden um das Projekt zu verwirklichen. Nachdem genügend Patenschaften vergeben worden waren und ein zeitlicher Rahmen für die Flaggenproduktion gesteckt worden war, wurde der geschichtsträchtige Tag des 8. Novembers als Geburtstag des Weltschals gewählt und das Projekt vor tausenden Gästen auf dem Hamburger Rathausmarkt der Öffentlichkeit vorgestellt.

## Seine Reise
Stationen seiner Reise waren unter anderem die Domplatte in Köln, Sankt Petersburg, eine Inszenierung an der Bremer Kunsthalle und sein 2. Geburtstag im Hamburger Rathaus. Im Jahr 2020 sollte er mit dem Kreuzfahrtschiff Queen Mary 2 nach New York reisen, was durch die COVID-19-Pandemie vereitelt wurde. Im Jahr 2022 war der Weltschal zu Gast in Venedig, wo er vom 26. August bis zum 30. Oktober als Installation „Weltschal für den Frieden“ am Tempio Votivo della Pace auf dem Lido zu sehen war. Dieses Projekt war das Ergebnis einer Zusammenarbeit zwischen Sibilla Pavenstedt, der Stadt Venedig, dem Patriarcato di Venezia und dem Centro Tedesco di Studi Veneziani.
- 2015 Hamburg – Rathausmarkt und Jungfernstieg
- 2016 Köln – Domplatte und Philharmonie
- 2017 Sankt Petersburg – Deutsche Woche
- 2017 Hamburg – Rathaus
- 2018 Bremen – Kunsthalle
- 2019 Lauenbrück – Landpark
- 2020 Worpswede – Diedrichshof
- 2020 Bad Oldesloe
- 2022 Venedig

## Ziele
Das Ziel des Weltschals ist es gelebte Weltoffenheit zu demonstrieren. Er steht für Demokratie, Vielfalt, Integration und Akzeptanz. Jede und jeder soll sich in ihm wiederfinden, um zu erleben, dass die Menschen gemeinsam einzigartig sind.